# ロバート・グリフィス
ロバート・B・グリフィス（Robert B. Griffiths、1937年2月25日 - ）は、カーネギーメロン大学のアメリカ合衆国の物理学者。量子力学に対する無矛盾歴史の創始者である。無矛盾歴史は自身のほかRoland Omnès、マレー・ゲルマン、James Hartleにより発展した。

## 少年時代
1937年、ウッタル・プラデーシュ州のエーターで長老派教会の宣教師の家に生まれる。4年生から10年生まで兄弟姉妹とともにWoodstock Schoolに通った。Woodstockにいた頃から数学的・科学的な才能は際立っていた。1952年の本には「ロバートは化学の授業での長い議論（そして卓越した知識）、脳に刻んだ対数表を『暗唱する』能力、電気に関係するものを修理する能力で有名です」とある。電機システムのこの技により1953年の途中までWoodstockに残り、学校の様々な配線システムを扱っていた。

## 学歴
Woodstockで過ごした後、1957年にプリンストン大学で物理学の学士を取得した。1958年と1962年にそれぞれスタンフォード大学で物理学の修士と博士を取得した。1962年から64年までカリフォルニア大学サンディエゴ校でポスドク研究員、1964年から1967年までカーネギーメロン大学助教授、1967年に准教授となり1969年に教授となった。このときより、グリフィスの学術的貢献は広く認識されている。1956年にPhi Beta Kappaを受賞、1962年から64年は国立科学財団のポスドク研究員、1966年から68年にはAlfred P. Sloan研究員、1972年にJohn Simon Guggenheim Memorial Foundationフェロー、1973年にはアレクサンダー・フォン・フンボルト財団のUS Senior Scientist Awardを授与された。1981年にニューヨーク科学アカデミーのA. Cressy Morrison 賞を、1984年にハイネマン賞数理物理学部門を受賞し、1987年には米国科学アカデミーに選出された。
仕事や研究のうち、その焦点は主に量子力学の分野にあった。研究のうち、「量子力学は見慣れない数学を含むだけでなく、数学を現実世界と関連付ける方法に関する教科書の普通の議論が不完全であるため理解するのが難しい」と書いている。それはグリフィスが目指している現実世界への量子情報の応用である。1984年には理論と応用の間のミッシングリンクを与えようとする研究プログラムを開始する一方、量子論の完全に無矛盾な形を作り出した。いくつかの主な同僚の貢献に加え、この計画は結果として現在一般的に量子力学への無矛盾歴史アプローチと言われているものになり、これは現在でも場の量子論のいくつかの分野で効果的に研究され応用されている。
現在、カーネギーメロン大学Otto Stern大学物理学教授を務めている。140以上の論説や無矛盾量子理論の本を発表している。Sigma Xiのメンバーであり、アメリカ物理学会のフェローであり、American Scientific Affiliationのフェローでもある。彼の研究対象には量子力学の基礎、量子計算、物理科学とキリスト教神学の関係がある。